# Senhoria

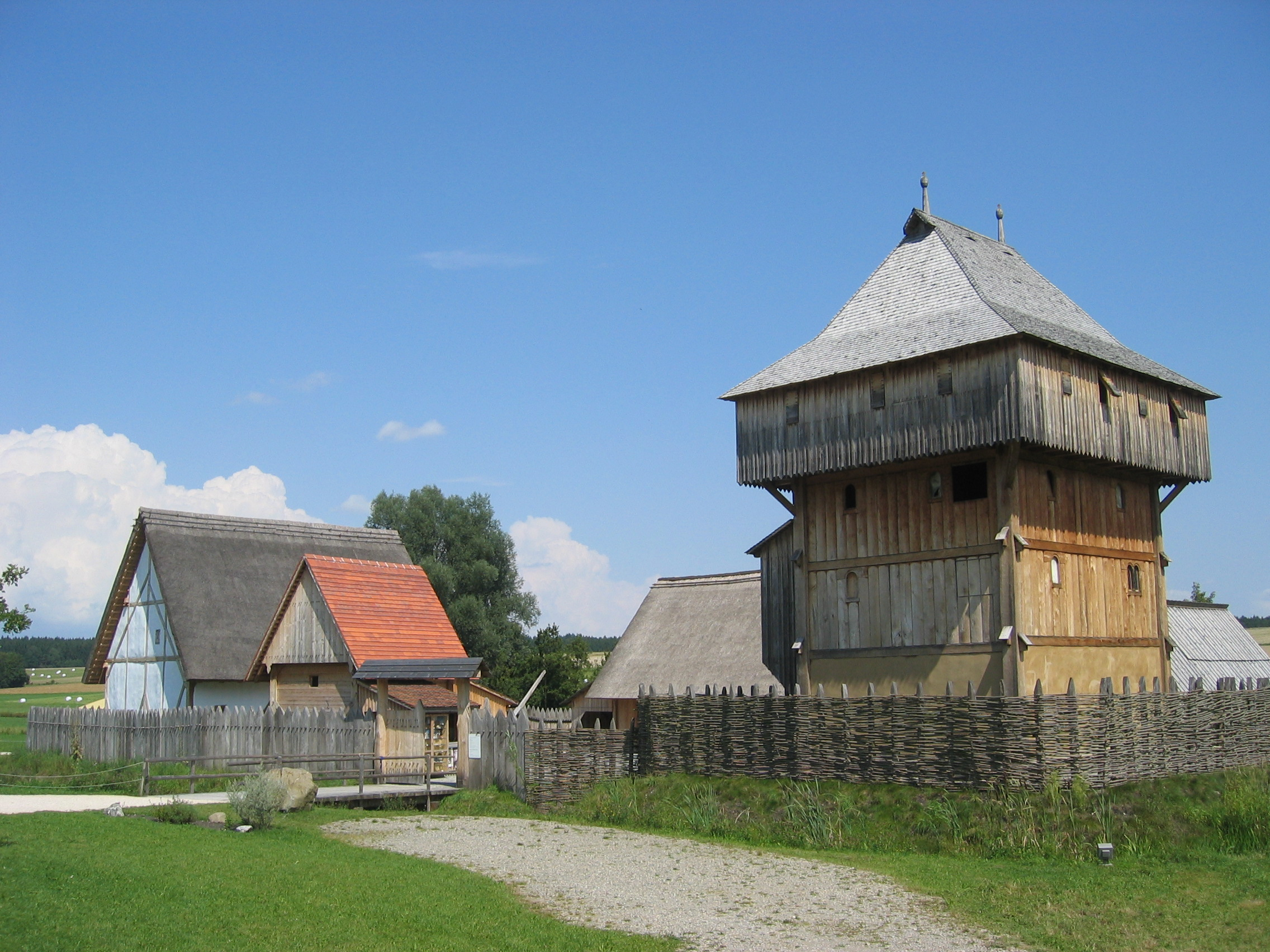
Reconstrução de um castelo senhorial medieval em Kanzach, no sul da Alemanha

O termo senhoria, senhorio ou senhorialismo descreve a organização da economia e da sociedade rurais da Europa Ocidental e Central num determinado período histórico, caracterizada pela atribuição de poderes legais e econômicos a um senhor, a partir do seu solar, que é mantido economicamente pelas suas terras e pelas contribuições obrigatórias de parcela do campesinato que lhe é legalmente sujeita (servidão) e sobre a qual tem jurisdição. Tais obrigações podiam ser pagas em trabalho (na França, segundo o sistema de corveia), em espécie ou, raramente, em dinheiro.
Todavia, o José Mattoso observa que seria "demasiado grosseiro" reduzir o senhorialismo à sua dimensão econômica, destacando seu caráter político: "o senhor é não apenas o proprietário da terra e dos outros meios de produção, mas também o detentor da autoridade e do poder nos domínios militar, judicial, fiscal e, chamemos-lhe assim, legislativo". Portanto, o senhorialismo teria, além do econômico e tributário, concernente ao direito de cobrança de tributos e coimas,  um componente de poder político, ligado à aplicação da justiça e às funções militares.
Historicamente, a senhoria aplicava-se a um feudo, o qual estava sujeito a um senhor feudal que, usualmente, devia a sua posição e suas terras a um senhor hierarquicamente superior (suserano), em troca de assumir certas obrigações perante o suserano.
Tal como o feudalismo que, juntamente com a senhoria, forma o quadro legal e organizacional do que se costuma denominar sociedade feudal, as estruturas senhoriais não eram uniformes em toda a Europa. Na Baixa Idade Média, ainda havia áreas livres de senhoria ou em que o fenômeno estava incompleto.

## História
Os antecedentes da senhoria podem ser encontrados na economia rural do Baixo Império Romano. Com uma população e uma taxa de natalidade declinantes, a mão de obra era o fator-chave para a produção econômica. Ao longo do tempo, o governo romano tentou estabilizar a economia imperial por meio do congelamento da estrutura social: os filhos estavam obrigados a suceder os pais no seu ofício, e os colonos, a mão de obra agrícola, foram proibidos de deixar as terras às quais estavam ligados, o primeiro passo para tornar-se o que o feudalismo chamaria de servos. Em cerca de 325, leis de Constantino reforçaram o status semisservil dos colonos e limitaram seu acesso aos tribunais. Seu número aumentou com os federados bárbaros que receberam autorização para instalar-se dentro das fronteiras imperiais.
Quando os reinos germânicos sucederam a autoridade romana no ocidente, no século V, os senhores de terras romanos foram simplesmente substituídos por godos ou germanos, com pouca alteração na estrutura econômica. A autossuficiência do campo recebeu um impulso súbito no século VIII, quando o comércio regular no Mediterrâneo foi interrompido devido à expansão islâmica.